# سانست بیچ، کالیفرنیا
سانست بیچ (به انگلیسی: Sunset Beach) یک منطقهٔ مسکونی در ایالات متحده آمریکا است که در شهرستان اورنج، کالیفرنیا قرار دارد. سانست بیچ ۰٫۵۱۱ کیلومتر مربع مساحت و ۹۷۱ نفر جمعیت دارد.